# シャドウ・オブ・モルドール
『シャドウ・オブ・モルドール』(Middle-earth: Shadow of Mordor)は、ワーナー・ブラザースより2014年に発売されたゲームソフト。PlayStation 4、PlayStation 3、Xbox One、Xbox 360、Microsoft Windows（Steam）のマルチプラットフォーム。
『ホビットの冒険』『指輪物語』の舞台となった架空の世界・中つ国を舞台にしたダーク・ファンタジーアクションRPG。

## 概要
影の国「モルドール」を舞台にしたファンタジーアクションRPG。主人公のタリオンは冥王サウロンへの復讐のためウルク（サウロンの力で強化されたオーク）たちに戦いを挑む。
2015年3月4日に開催されたゲームデベロッパーズカンファレンス2015にてゲーム・オブ・ザ・イヤーを受賞、Gamespotのゲーム・オブ・ザ・イヤー2014も受賞している。週刊ファミ通のクロスレビューでは9点・9点・9点・9点の合計36点（40点満点）でプラチナ殿堂入りするなど高い評価を得た。

## あらすじ
モルドールの黒門を長年の間守護してきたレンジャーのタリオンは、ある時、冥王サウロンの配下のウルクたちの襲撃を受ける。タリオンは勇敢に戦うも、力及ばず、妻と息子を目の前で殺され、自分自身も殺されてしまう。
しかし、その復讐心は奇跡を起こし、死の淵から蘇る。指輪を作り出したエルフの魂と一体化し、幽鬼の力を得たタリオンは冥王サウロンに復讐を誓い、ウルクたちに戦いを挑む。

## 登場人物
タリオン
声：トロイ・ベイカー
本作の主人公。ウルクに妻と子供を殺され、呪われてしまった。復讐のためにウルクに戦いを挑む。幽鬼の魂と結びつくことで、死んでも復活する身体を持った。
ヨーレス
タリオンの妻。
ディアハイル
タリオンの息子。
ケレブリンボール
マルウェン
トルビン
冥王サウロン
サウロンの黒の手
声：ノーラン・ノース
「黒の手」と呼ばれる、サウロンの右腕的な存在、黒の総大将のリーダであり、アメリカ版ではThe Black Captainと呼ばれるが日本語に翻訳すると黒の大将となる、タリオンの仇敵、タリオンの妻と子供を殺した張本人。
サウロンの槌
サウロンの塔
ゴラム

## ゲームシステム
モルドールは広大なオープンワールドになっており、多数のウルクが生息している。敵のウルクたちは1体1体に個性が設定されており、社会を持っている。敵の性格はゲームプレイごとに異なるが、プレイヤーが操作するタリオンの行動によっても変化する。例えば、以前に戦闘をしたことがあればそれを覚えており、タリオンを恐れたり、逆にタリオンを嘲ったりする。タリオンがウルクの隊長を倒せば、別のウルクが隊長になったりしてウルクの社会も変化して行く。
また、タリオンは幽鬼の力でウルクを恐怖で支配することもできる。支配したウルクはタリオンの配下になり、他のウルクの能力を読み取ったり、別のウルクの暗殺に向かわせることもできる。タリオンは剣や弓矢で戦うこともできるが、ウルクたちは多数の軍勢を形成しているため、1対多では勝つのは難しい。ウルクを配下にすることで、ウルク同士の内紛を誘発してゲームを有利に進行できるようになる。